# 라바웨이브
라바웨이브(LAVARWAVE)는 2014년 창립된, 디지털 성범죄 대응 벤처기업이다.
몸캠피싱을 비롯한 디지털 성범죄 피해자들을 대상으로 한 영상 유포 차단 서비스 및 온라인상 유포된 영상을 삭제 지원하는 서비스를 제공하고 있다.
2019년 법인 설립을 완료했으며 한국정보보호학회 특별 회원사 및 한국정보보호산업협회 회원사로 활동 중이다. 
몸캠피싱 대응 업계 최초 특허·저작권·연구개발전담부서(R&D센터)를 보유하였으며 2021년 벤처기업 인증을 받았다.

## 연혁
2014년~2018년
- 2014년 1월: 라바웨이브 프로젝트 시작. 스카이프와 라인에서 발생하는 몸캠피싱 동영상 유포를 차단할 수 있는 기술 개발 연구로 시작.
- 2014년 10월: 라바웨이브 창립
- 2015년 3월: 범죄 수사 지원 업무
- 2015년 6월: 범죄조직 특정 성공 (IP로그, 이메일 내역 등을 기반으로 분석)
- 2016년 1월: SNS를 통한 몸캠피싱 신유형 범죄 파악 (동영상 유포 차단 업무 범위 확대)
- 2016년 7월: 패킷 샌딩 기술 개발 (범죄조직이 사용하는 계정 정지를 유도하는 기술)

- 2017년 1월: 더미데이터 삽입 기술 및 데이터 인젝션 기술 개발

2019년~2020년
- 2019년 1월: 사업 확장으로 법인회사 전환
- 2019년 5월: 대한민국재향경우회 서초지회 MOU 체결
- 2020년 9월: 전주대학교 산학협력단 MOU 체결[4]
- 2020년 11월: 연구개발전담부서(R&D센터) 설립 및 한국산업기술진흥협회 인증[5]

- 2020년 12월: 청소년 피해자 지원을 위한 라바웨이브 몸캠피싱청소년피해지원센터[6] 설립 및 대한적십자사와의 더불U캠페인[7] 전개
- 2020년 12월: 데이터 인젝션 기술에 대한 국내 특허·저작권 등록[8] 및 198개국 글로벌 특허출원 완료[9]

2021년
- 2021년 1월: 벤처기업 인증[10]

- 2021년 2월: 한국정보보호학회 특별회원사[KIISC][11] 및 한국정보보호산업협회[KISIA] 가입
- 2021년 3월: 대한적십자사 희망풍차 긴급지원 솔루션위원회 전문위원 위촉 (라바웨이브 김준엽 대표)[12]

## 제공 서비스
지사(강남): 몸캠피싱 및 디지털 성범죄 피해자 지원
- 영상 유포 차단 및 유포 수단·매체에 대한 조치 (CS 시스템)
- 온라인상 유포되는 영상에 대한 모니터링 및 삭제 지원 작업 (LAB 시스템)
- 디바이스 보안 패치 및 안정화

본사(용인)
- Development of sextortion response technology: 몸캠피싱 대응 기술 개발
- Development of Deep Fake Damage Resolution Technology: 딥페이크 피해 해결 기술 개발
- Software Production Support,Automation System Research: 소프트웨어 제작 지원 및 기술 자동화 시스템 연구
- Proactively defend against server attacks,Threat Response: 시스템에 대한 공격행위 사전 방어 및 위협 대응
- Mobile Vulnerability Analysis: 모바일 취약점 분석
- Investigating the Foreign Scam Network: 외국인 스캠 네트워크 관련 범죄 수사